# Мозирський трамвай
Мозирський трамвай (біл. Мазырскі трамвай, рос. Мозырский трамвай) — діюча у місті Мозирі Гомельської області трамвайна система Білорусі.
Власником, управляючим та експлуатуючим оператором мережі є Трамвайне управління ВАТ Мозирський НПЗ, розташоване за адресою: вул. Шосейна, 30, місто Мозир, Гомельська область, Білорусь.

## Історія
Трамвайне сполучення в Мозирі відкрилося 1 серпня 1988 року. Єдина лінія мозирського трамвая починається у депо і закінчується біля нафтопереробного заводу. Протягом маршруту є 4 розворотних кільця.
Лінія будувалася для обслуговування Мозирського нафтопереробного заводу (МНПЗ) і понині є його відомчим транспортом. Розклад руху трамвая складено таким чином, що переважна більшість рейсів здійснюються узгоджено з початком або закінченням змін на МНПЗ. Більшу частину пасажирів становлять працівники заводу та мешканці приміських населених пунктів, через які проходить трамвай.
Довжина маршруту — 20,3 км, які трамвай долає за 40 хвилин. Вранці у напрямку заводу, а ввечері, в бік міста, трамвай прямує без зупинок у приміській зоні. У міській межі лінія пролягає на відокремленому полотні, перетини з автошляхами виконані на одному рівні. У приміській зоні перетини з автомобільними дорогами виконані на різних рівнях, в усіх випадках трамвай йде знизу. У межах захисної зони трамвайна лінія є доволі мальовничою — проходить уздовж лісу, лісостепу, полів сільськогосподарського призначення.
Трамвайна мережа — контактні: несучі дроти кріпляться до консолей залізобетонних опор, розташованим обабіч трамвайної лінії. Рейки скрізь двотаврові, в тому числі в кривих, які мають великий радіус (не менш 400—600 метрів). Кінцева станція МНПЗ — найбільша у Білорусі за розмірами та рівнем шляхового розвитку: тут, зокрема, передбачено відстій 2-3-х десятків двовагонних поїздів між початком і закінченням денної зміни на підприємствах промислової зони.
2 липня 2024 року до Мозиря надійшли перші 4 вагона моделі БКМ Т811. Станом на квітень 2025 року надійшли ще 6 вагонів даної моделі.

## Перспективи
Планом розвитку міста Мозиря передбачено будівництво 2-ї трамвайної лінії, що має стати відгалуженням діючої лінії в районі зупинки «Торговий центр» та пролягти вулицею Притицького до залізничної станції Козенки.

## Маршрути

Схема трамвайної мережі

| Перелік трамвайних маршрутів | Перелік трамвайних маршрутів | Перелік трамвайних маршрутів | Перелік трамвайних маршрутів | Перелік трамвайних маршрутів                  |
| №                            | Кінцевий пункт, А            | Кінцевий пункт, Б            | Середній інтервал, хв.       | Примітки                                      |
| Основний маршрут             | Основний маршрут             | Основний маршрут             | Основний маршрут             | Основний маршрут                              |
| ---------------------------- | ---------------------------- | ---------------------------- | ---------------------------- | --------------------------------------------- |
| 1                            | Трамвайне управління         | МНПЗ                         | 25—95                        |                                               |
| Додаткові маршрути           |                              |                              |                              |                                               |
| Е                            | Трамвайне управління         | МНПЗ                         | 3—12                         | У години «пік», без зупинок у приміській зоні |
| П                            | Трамвайне управління         | Селище Криничний             |                              | 1 рейс                                        |
| К                            | Трамвайне управління         | Селище Пеньки                |                              | 1 рейс                                        |

## Рухомий склад
У Мозирі використовуються такі моделі трамваїв:
| Модель   | Кількість | Роки експлуатації |
| -------- | --------- | ----------------- |
| КТМ-5М3  | 45        | 1988 — понині     |
| БКМ Т811 | 10        | 2024 — понині     |
| ВТК-24   | 2         | 1988 — понині     |
| ВТК-10   | 1         | 1988 — понині     |
| ВТК-06   | 1         | 1988 — понині     |
| НТТРЗ    | 1         | 1987 — понині     |
| ВТК-09Д  | 1         | 1988 — понині     |
| ВТК-01   | 1         | 1988 — понині     |
| МСШУ-4   | 1         | 1990-ті — понині  |
| ПРМ-5М   | 1         | 1990-ті — понині  |

## Вартість проїзду
Трамваї працюють без кондукторів — оплата водієві на зупинках. На лінії працюють контролери. Вартість проїзду у мозирському трамваї диференційована — в межах міста, у передмісті (Криничний, Раєвські, Бібіки, Пеньки, Дружба), до Промзони.
| Динаміка вартості проїзду | Динаміка вартості проїзду | Динаміка вартості проїзду | Динаміка вартості проїзду |
| Дата встановлення тарифу  | Місто, Br                 | Передмістя, Br            | Промзона, Br              |
| ------------------------- | ------------------------- | ------------------------- | ------------------------- |
| 1 лютого 2010             | 600,00                    | 1060,00                   | 2760,00                   |
| 17 серпня 2012            | 1300,00                   | 2600,00                   | 6000,00                   |
| 21 жовтня 2013            | 2200,00                   | 3600,00                   | 7800,00                   |
| 25 серпня 2015            | 3600,00                   | 4700,00                   | 1100,00                   |
| 7 липня 2018              | 0,50                      | 0,60                      | 1,30                      |
| 10 травня 2022            | 0,80                      | 0,90                      | 2,00                      |
| 1 квітня 2024             | 0,80                      | 1,00                      | 2,20                      |
| 16 квітня 2025            | 0,90                      | 1,10                      | 2,40                      |